# Vulpinsyra
Vulpinsyra är en kemisk förening med summaformeln C19H14O5. Ämnet är en syra som förekommer naturligt i vissa lavar, såsom varglav, och är viktig i den symbios som ligger till grund för lavarnas biologi. Den är ett enkelt metylesterderivat av dess moderförening, pulvinsyra, och en nära släkting till pulvinon, som båda härrör från aromatiska aminosyror som fenylalanin via sekundär metabolism. Rollerna för vulpinsyra är inte helt etablerade, men kan inkludera egenskaper som gör den till ett avstötande medel för växtätare. Föreningen är relativt giftig för däggdjur.
Vulpinsyra isolerades först från lavar 1925. Som en isolerad, renad substans är den klargul till färgen.

## Framställning
Vulpinsyra erhålls biosyntetiskt genom förestring från pulvinsyra pulvinatet självt härrör från de aromatiska aminosyrorna fenylalanin och tyrosin, via dimerisering och oxidativ ringklyvning av arylpyrodruvsyror, en process som också producerar de relaterade pulvinonerna.
Det har rapporterats om flera kemiska synteser för vulpinsyra. I en funktionaliserades butenolider effektivt av Suzuki-korskopplingsreaktioner via motsvarande enoltriflater 

## Naturlig förekomst

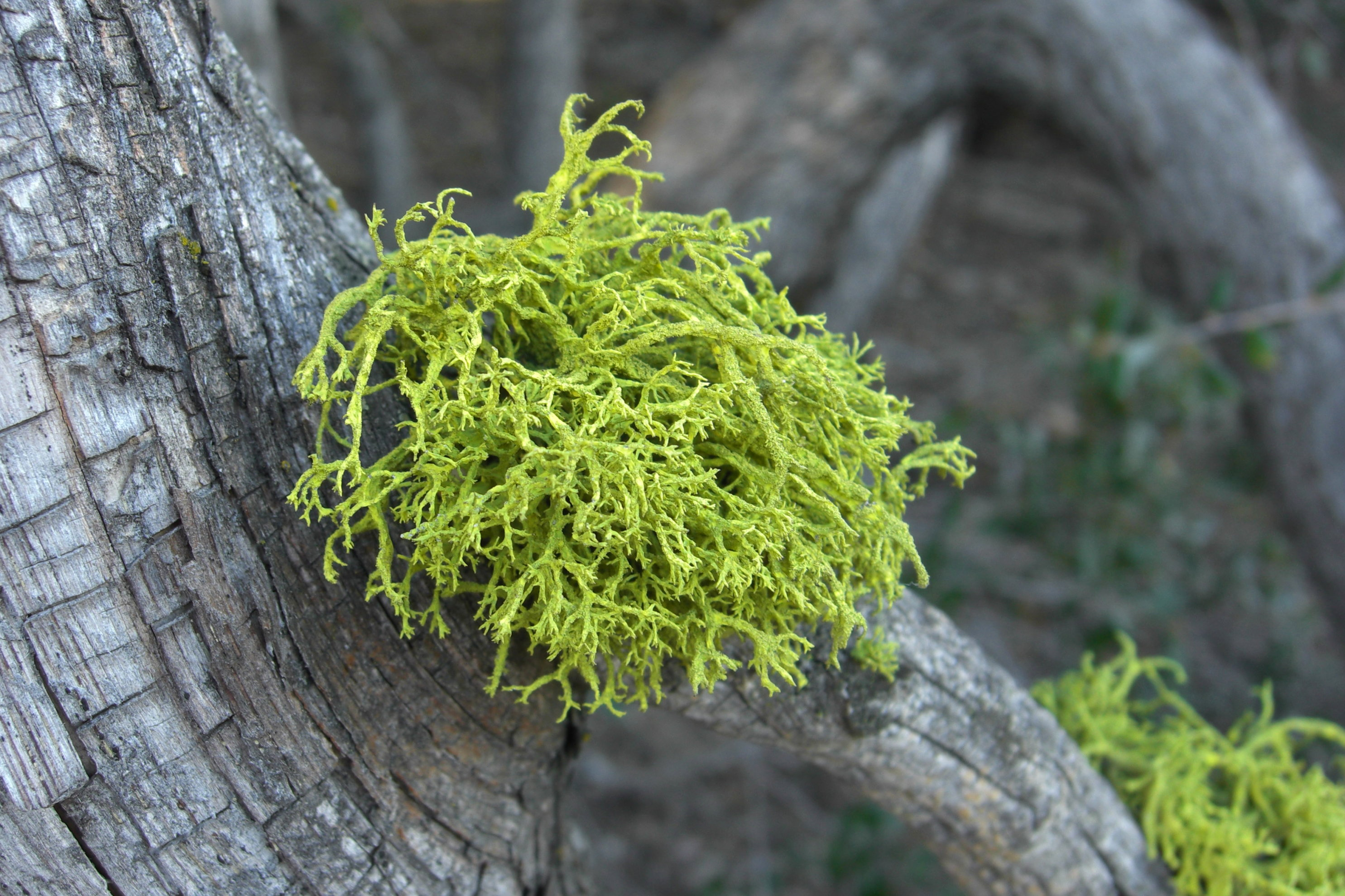
Laven Letharia vulpina, vars ljusa färg delvis beror på vulpinsyra.

Pulvinsyra finns i flera lavarter, samt vissa ickelavbehandlade svampar. Det är en sekundär metabolit av svamppartnern i lavsymbiosen. Den hittades i boletesvampen Pulveroboletus ravenelii. Under 2016 var en ny grupp basidiomyceter som skiljer sig från den välkända lavsvamppartnern inblandad i att producera vulpinsyra.

## Verkningsmekanismer
Vulpinsyra är relativt giftigt för köttätande däggdjur samt insekter och blötdjur. Det är dock inte giftigt för kaniner och möss. En biologisk funktion av vulpinsyra kan vara som avstötande medel som lavar har utvecklats för att avskräcka bete av växtätare. Lavar kan också utnyttja molekylens ultraviolett -blockerande egenskaper och skydda de underliggande fotobionterna. Till exempel tros vulpinsyra fungera som en blåljusskärm i Letharia vulpina. Det hade tidigare visat sig skydda mänskliga hudceller i vävnadskultur mot ultraviolett B-inducerad skada.
Människor har utnyttjat dess däggdjurstoxicitet genom att använda lavar som innehåller stora mängder av kemikalien (till exempel Letharia vulpina) för att förgifta vargar i Skandinavien, ibland tillsatt det till beten som innehåller renblod och glas.
Vulpinsyra har viss antibakteriell aktivitet mot grampositiva bakterier och har visat sig störa celldelningen vid MRSA.